# Coutume de Normandie

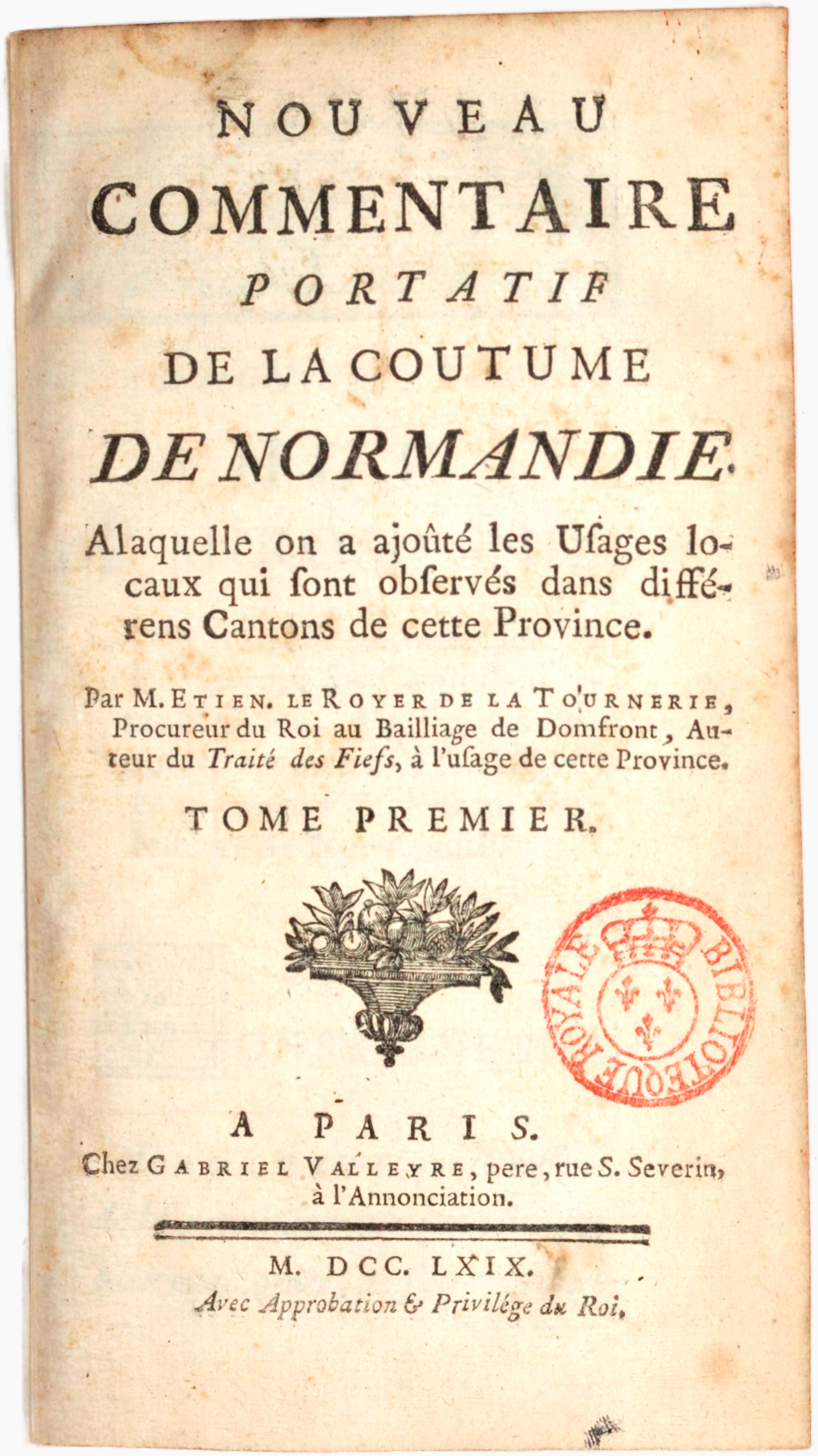
Un commentaire de la Coutume de Normandie par Étienne Le Royer de la Tournerie datant de 1778.

La Coutume de Normandie est un système légal apparu en Normandie au début du Xe siècle et qui est resté en vigueur dans les îles Anglo-Normandes après la Révolution française. Comme les autres coutumes provinciales en France, elle a légalement cessé d'exister en 1804 avec la promulgation du Code civil, mais restait encore applicable par les tribunaux français pour des actes passés avant cette promulgation.

## Historique

### Généralités
Le droit coutumier normand est apparu en Normandie au début du Xe siècle à partir d’admixtion de principes juridiques scandinaves sur le droit franc en usage dans l’ancienne Neustrie, dont une partie avait été confiée à l'administration du jarl Rollon. Les termes juridiques d'origine scandinave, qui se sont perpétués ne sont cependant pas très nombreux et ne reflètent qu'imparfaitement un système fondé sur la tradition orale. Selon Lucien Musset, des pans entiers du droit normannique ont disparu faute d'avoir été jamais couché par écrit. Si l'on suit L. Musset, le XIe siècle ne nous livrerait donc plus qu'un substrat de droit scandinave dont les quelques termes recueillis dans les chartes constitueraient les derniers témoins. On relève en effet une influence (anglo-)scandinave dans le vocabulaire du droit pénal, du droit civil et du droit maritime, pourtant, il est difficile de savoir si ce lexique porte la trace d'un ancien droit scandinave, établi par les premiers ducs de Normandie, ou s'il s'agit d'une simple contamination du lexique propagée par le monde nordique, en particulier par l’Angleterre de Knut le Grand avec lequel la Normandie entretenait encore des liens privilégiés jusqu'à la moitié du XIe siècle.
La fixation de ces pratiques au cours du règne de Guillaume le Conquérant a abouti, au milieu du XIIIe siècle à un système unifié enregistré dans deux coutumiers, le Très ancien coutumier (1200-1245) et la Summa de legibus Normanniae in curia laicali (1235-1258), puis de divers arrêts de l’échiquier connus sous le nom d’Arresta communia de Scacario. Ces premiers textes sont suivis du Grand coutumier de Normandie (1270-1300), qui est l'objet de la Coutume réformée (1583) et de travaux de nombreux commentateurs dès le XVIe siècle. On note de surcroît une double influence du droit romain et du droit canonique.
Les principales dispositions de la coutume de Normandie ont été en vigueur dans leur état médiéval en France jusqu’à la Révolution. Elle fut toutefois aménagée au cours du temps par des arrêts du parlement de Normandie ou des décisions royales du grand conseil formant jurisprudence. Une importante réforme fut adoptée au cours du XVIe siècle et synthétisée dans les ouvrages publiés au XVIIe siècle par l’avocat Basnage de Franquesnay.

## Traits originaux du droit normand

### L'ancien droit
On possède des connaissances fragmentaires du droit en usage à l'époque des premiers ducs par de rares documents, par exemple une charte du cartulaire de l'abbaye Saint-Pierre de Préaux qui date de 1050 environ et qui concerne la terre de Vascœuil. La phrase est écrite en latin médiéval « Willelmus..dedit Sancto Petro Pratelli consuetudines quas habebat in quandam terra que Wascolium vulgo vocatur, scilicet hainfaram, ullac, rat, incendium, bernagium, bellum. ».
On dénombre six coutumes ducales dans cette énoncée, dont deux portent un nom d'origine scandinave : l’ullac (de útlagr « [être] banni » cf. anglais outlaw) qui désigne la mise hors-la-loi et l’ha(i)mfare / hanfare (de heimför, génitif heimfarar « action de rentrer à la maison » cf. islandais heimför) qui réprime l'attaque des maisons avec effraction,. Elles relèvent toutes deux du droit pénal. L’ullac trouve des parallèles dans les lois régionales norvégiennes útlagr et anglo-saxonnes dès le Xe siècle en tant qu’utlah. C'est dans les lois anglo-saxonnes et anglo-scandinaves que ce dispositif prend une ampleur particulière. En Normandie, l'ullac consistait à bannir par l'exil tout individu s'opposant à l'autorité ducale et à lui confisquer ses biens. Cette loi semblable à la procédure de bannissement chez les Francs, va pourtant plus loin car elle interdit au condamné de récupérer ses biens et d'être assisté par quiconque. Le ha(i)mfare / hanfare comme « attaque de la maison » ressemble à ce que les lois scandinaves et anglo-saxonnes appellent respectivement heimsokn et hamsocn et elles n'ont pas leur équivalent dans les lois du continent franc. Ces mots sombrent dans l'oubli lors de la rédaction du coutumier, le premier, ullac est encore attesté chez Wace, mais dépourvu de son contenu juridique, en revanche le second disparaît plus tôt, bien que le crime qu'il désigne reste bien connu sous la formule latine assultus inter quatuor perticas domus. Quant à rat (« rapt »), incendium (« incendie volontaire »), bernagium (« bernage, impôt en avoine ») et bellum « guerre privée »), ces dispositions sont d'origine franque.

### Les coutumiers
Les traits marquants qui distinguent le droit normand est l’absence, sur le plan légal, de distinctions sociales entre les Normands qui sont égaux devant la loi.
Le système de succession excluait les filles en raison de leur impossibilité de transmettre les fiefs dans la famille et accorde une place privilégiée à l’aîné qui était seul héritier. Cette disposition n'est plus en vigueur que dans l'île de Sercq, au bailliage de Guernesey. Dérivant peut-être de la coutume scandinave : « Quand un fils leur naît, le père se dirige vers le nouveau-né, l’épée à la main et, la jetant à terre, il lui dit : Je ne te léguerai aucun bien : tu n’auras que ce que tu peux te procurer avec cette arme », cette disposition a donné lieu à l’expression « cadet de Normandie » pour désigner une personne peu fortunée.
De même, le système matrimonial reposait sur la séparation de biens entre époux, le mari devenant propriétaire de tous les biens acquis durant l’union, mais toutefois obligé de constituer un douaire sur le tiers de ses biens en cas de veuvage de son épouse, ce tiers ne pouvant entrer dans la succession du mari qu'à la mort de sa femme.
Une disposition intéressante de la coutume de Normandie réside également dans la clameur de haro qui est une plainte verbale en public de celui à qui on fait quelque violence ou injustice et qui vaut assignation en justice.

### Variantes locales
Peu après la promulgation de la coutume réformée de 1583, les magistrats du parlement de Rouen furent intimés en 1585 par lettre patentes de coucher par écrit les nombreuses coutumes locales, notamment en droit successoral, dans la province. Le résultat fut promulgué le 22 octobre 1587.
La coutume en vigueur dans le bailliage de Caux laissaient les parents décider librement d'attribuer un tiers de la succession aux frères puînés. Bien que l'ainé conservait les principales possessions immobilières de la famille, le "manoir", le Parlement de Rouen reconnu aussi dans un arrêt du 24 janvier 1521 l'obligation de verser une pension viagère aux autres frères. Toutefois, la réclamation de ladite pension pouvait entraîner leur exclusion du partage des biens en dehors de la juridiction de la coutume de Caux. Si la succession ne concernait qu'un fief, les puînés ne pouvaient demander que l'usufruit.
Pour ce qui est du rôle des femmes, la coutume de Caux prescrit la garde des soeurs non mariées à l'aîné, dont la dot était constituée sur les biens meubles laissé à cet effet par les parents. En cas d'insuffisance, les frères voire une partie de la succession sont mises à contribution. Une divergence notable avec la coutume normande est le fait qu'en cas de refus du mariage de la soeur par le frère, un arbitrage familial est prévu mais n'est pas sanctionné par l'admission au partage de la succession de la soeur. Les soeurs mariées ne peuvent pas non plus prétendre à la succession sur les meubles si une clause est introduite par le père ou la mère en veuvage contrairement à la coutume générale, pour tous les biens sous le coup de la coutume locale.
En 1580, profitant du flou juridique sur le ressort d'appel du comté d'Eu, le duc de Guise tente de soustraire son fief du Parlement de Normandie en lançant la rédaction d'une coutume locale, sujette au Parlement de Paris. Il justifie son acte par son titre de pair de France, le rendant justiciable devant la cour parisienne. Malgré sa rédaction complète, la séance finale d'arrêt de la coutume ne fut jamais réalisée, Henri III ordonnant par lettre patente en 1582 la rédaction de la coutume générale de Normandie, y comprenant le comté d'Eu. L'interdiction de paraître prononcée envers les commissaires de Rouen par le comte, ainsi que son refus de se présenter au Parlement rouennais entraîna le rattachement coutumier à celle de Normandie et de Caux, validée par le souverain en 1586. Toutefois, le parlement de Paris statuera sur les appels issus du comté d'Eu, restant sur la base de la coutume mentionnée précédemment.

## Aujourd'hui
La législation anglaise a conservé de larges portions du droit normand, y compris dans les procédés, les formules et le langage. Le droit anglais reste lui aussi imprégné de droit normand.
Aujourd’hui encore, la coutume de Normandie inspire la législation des parties de la Normandie dépendant de la couronne britannique, notamment la clameur de haro qui reste en vigueur à Sercq, Jersey et Guernesey, ainsi que la plupart des dispositions sur la succession et les fiefs. Les juristes se destinant à la profession d’avocat ou d’avocat-conseil à Guernesey doivent suivre un cycle d’étude de six mois en droit normand à l’université de Caen-Normandie et obtenir un Certificat d’études juridiques françaises et normandes avant de pouvoir s’inscrire au barreau de Guernesey, dont dépendent les îles d'Aurigny, Sercq et Guernesey.
Perdure aussi la coutume du retrait lignager, qui donne la possibilité à un enfant de contester la vente d'un bien réalisée par ses parents. Cette coutume a été abolie à Jersey au XIXe siècle, puis à Guernesey en 2012. Elle s'applique encore à Sercq.

## Contenu
1. De Jurisdiction.
2. De Haro.
3. De Loi apparoissant.
4. De Délivrance de Namps.
5. De Patronage d’Église.
6. De Monnéage.
7. De Banon & Défends.
8. De Bénéfice d’Inventaire.
9. Des Fiefs & Droits féodaux.
10. Des Gardes.
11. De Succession en propre & ancien patrimoine, tant en ligne directe que collatérale.
12. De Succession en propre au Bailliage de Caux, & autres lieux où ladite Coutume s’étend en la Vicomté de Rouen.
13. Des successions collatérales en meubles, acquêts & conquêts.
14. De partage d’Héritage.
15. De Douaire de Femmes & veuvage de Maris.
16. De Testament.
17. Des Donations.
18. Des Retraits & Clameurs de bourse.
19. Quelles choses sont censées meubles, quelles choses immeubles.
20. Des Prescriptions.
21. De Bref de mariage encombré.
22. Des Exécutions par décret.
23. Des Varech.
24. Des Servitudes.